# Lucjusz Juniusz Brutus
Lucjusz Juniusz Brutus (łac. Lucius Iunius Brutus) – rzymski polityk, pierwszy konsul Rzymu.
Był siostrzeńcem króla Tarkwiniusza Pysznego. Według rzymskiej tradycji król zgładził jego ojca i starszego brata, natomiast sam Lucjusz uniknął takiego losu udając głupca, stąd przydomek Brutus (z łac. głupiec).
Według Liwiusza (I,56) wysłany wraz z synami królewskimi do wyroczni Apollina w Delfach, których zadaniem było nakłonienie kapłana, by oznajmił im, w imieniu bóstwa, który z braci zostanie królem. Kapłan, odpowiedział: „ten, który pierwszy wyciśnie pocałunek na obliczu matki”. Brutus nagle upadł na ziemię, czym rozweselił królewiczów – „nie będziemy się sprzeczać – rzekł jeden z nich drugiemu – wrócimy razem do Rzymu i za pomocą losów rozstrzygniemy, który z nas ma pocałować naszą matkę”. Lecz Brutus upadłszy, jakby niechcący, wycisnął nieznacznie pocałunek na obliczu Matki-Ziemi. Zbrodnie Tarkwiniuszy – ojca i jego dwóch synów – wywołały powstanie ludu, podburzanego przez Brutusa, dla którego czarę goryczy przepełnił gwałt dokonany przez Sekstusa, syna Tarkwiniusza, na Lukrecji, żonie Tarkwiniusza Kollatyna, a krewniaczce Brutusa. Lukrecja, znana powszechnie z cnoty, nie mogąc znieść hańby popełniła samobójstwo – przeszyła swoją pierś sztyletem.
W 509 p.n.e. Brutus jako przywódca powstania przeciw Tarkwiniuszowi, doprowadził do wypędzenia króla (ten, chcąc wrócić do Rzymu, znalazł wrota miasta przed sobą zamknięte).
Na miejsce monarchii wprowadził republikę – oddając władzę Senatowi, w skład którego wchodziło dwóch corocznie wybieranych konsulów. Na pierwszych konsulów comitia centuriata wybrało Brutusa i Lucjusza Tarkwiniusza Kollatyna.
Zginął podczas wojny z Arunsem Tarkwiniuszem. Za zasługi Rzymianie wystawili mu posąg na Kapitolu.
Zapoczątkował ród Juniuszów Brutusów. Jego potomkiem był Marek Juniusz Brutus, jeden z zabójców Juliusza Cezara.